# Pumpspeicherkraftwerk Dnister
Das Pumpspeicherkraftwerk Dnister befindet sich am Dnister (Dnjestr) in der Ukraine und ist seit 1983 in Bau. Es steht 8 km nordöstlich von Sokyrjany in der Oblast Tscherniwzi. Derzeit sind von sieben 324-MW-Generatoren vier (Stand 2021) in Betrieb. Bei Fertigstellung voraussichtlich im Jahr 2028 wird das Kraftwerk eine installierte Kapazität von 2268 MW haben.

## Hintergrund
Der Dnister-Wasserkraftkomplex mit einem Pumpspeicherkraftwerk wurde in den 1970er Jahren geplant, zusammen mit zwei Talsperren (Dnister I & II) und einem Kernkraftwerk. 1983 wurde Dnister II, eine Talsperre, die das Unterbecken aufstaut, fertiggestellt. Der Bau des Kraftwerks begann 1988. Drei Jahre später hörten die Bauarbeiten wegen der Auflösung der Sowjetunion auf. Das Projekt wurde 1993 neu in Gang gebracht und die Bauarbeiten 2001 wieder aufgenommen. Die Baukosten stiegen, weil die bisher gebauten Bauwerke nicht instand gehalten worden waren. Am 22. Dezember 2009 wurde der erste Generator in Betrieb genommen. Die Inbetriebnahme des zweiten und des dritten Generators waren für 2011 bzw. 2012 vorgesehen. Die Schwierigkeiten der Ukraine zur Finanzierung wurden durch Kontroversen über die Transparenz, Umwelteinflüsse und den Wasserdurchfluss nach Unterstrom zur Republik Moldau belastet. Die Ukraine hatte um Unterstützung durch die Weltbank ersucht, die 2007 aber nur 29,6 Millionen US$ für die elektrischen Übertragungsleitungen bereitstellte. Industrieexperten glauben, dass die Ukraine das Projekt unabhängig fertigstellen kann. Das Wasserkraftwerk des Betreibers Ukrhidroenerho wird vermutlich 2028 vollständig ans Netz gehen.

## Funktionsweise und Betrieb
Das PSW arbeitet mit umkehrbaren Francis-Turbinen, die in Perioden geringen Strombedarfs Wasser aus dem unteren Speicherbecken in das obere pumpen. Das Unterbecken wird von der Sperre Dnister HPP-II aufgestaut, die 7,5 km in südöstlicher Richtung nahe an der Grenze zur Republik Moldau steht. Das Unterbecken hat einen Speicherraum von 70 Mio. m³. Das Oberbecken mit einem Speicherraum von 38,8 Mio. m³ wird von einem Ringdamm gebildet. Bei hohem Strombedarf wird Wasser zum Kraftwerk abgelassen, um Strom zu erzeugen. Dieser wechselnde Prozess dient dazu, die Stromerzeugung an den wechselnden Bedarf anzupassen. Der Höhenunterschied der beiden Speicherbecken bewirkt eine hydraulische Fallhöhe von 38,7 m.
Während die sieben Francis-Turbinen und die Generatoren beim Kraftwerks-Betrieb 7×324 MW = 2268 MW leisten, werden beim Pumpen mit denselben Turbinen 2947 MW Leistung aufgenommen.
Ein weiteres, größeres Staubecken wird von der Dnister-Sperre HPP-I aufgestaut. Sie steht 9 km nördlich des Kraftwerks. Die Sperre HPP I hat ihr eigenes Wasserkraftwerk mit einer installierten Leistung von 702 MW und einen Speicherraum von 3000 Mio. m³. HPP-II hat eine installierte Kapazität von 40,8 MW.